# Antoine Baumé

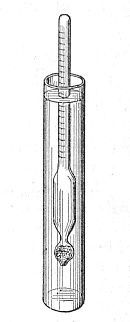
Hydrometer

Antoine Baumé (Senlis, 26 februari 1728 - Parijs, 15 oktober 1804) was een Frans chemicus en farmaceut. Baumé ontwikkelde een hydrometer waarvan de schaalverdeling later naar hem vernoemd werd met graden Baumé (eenheid °Bé).
Baumé leidde vanaf 1752 in Parijs een apotheek en werd in 1787 medewerker van het Collège de Pharmacie. De door hem ontwikkelde hydrometer maakte het mogelijk om de dichtheid van zwavelzuur te bepalen. Ook verbeterde Baumé de toentertijd bestaande distillatie-apparatuur.

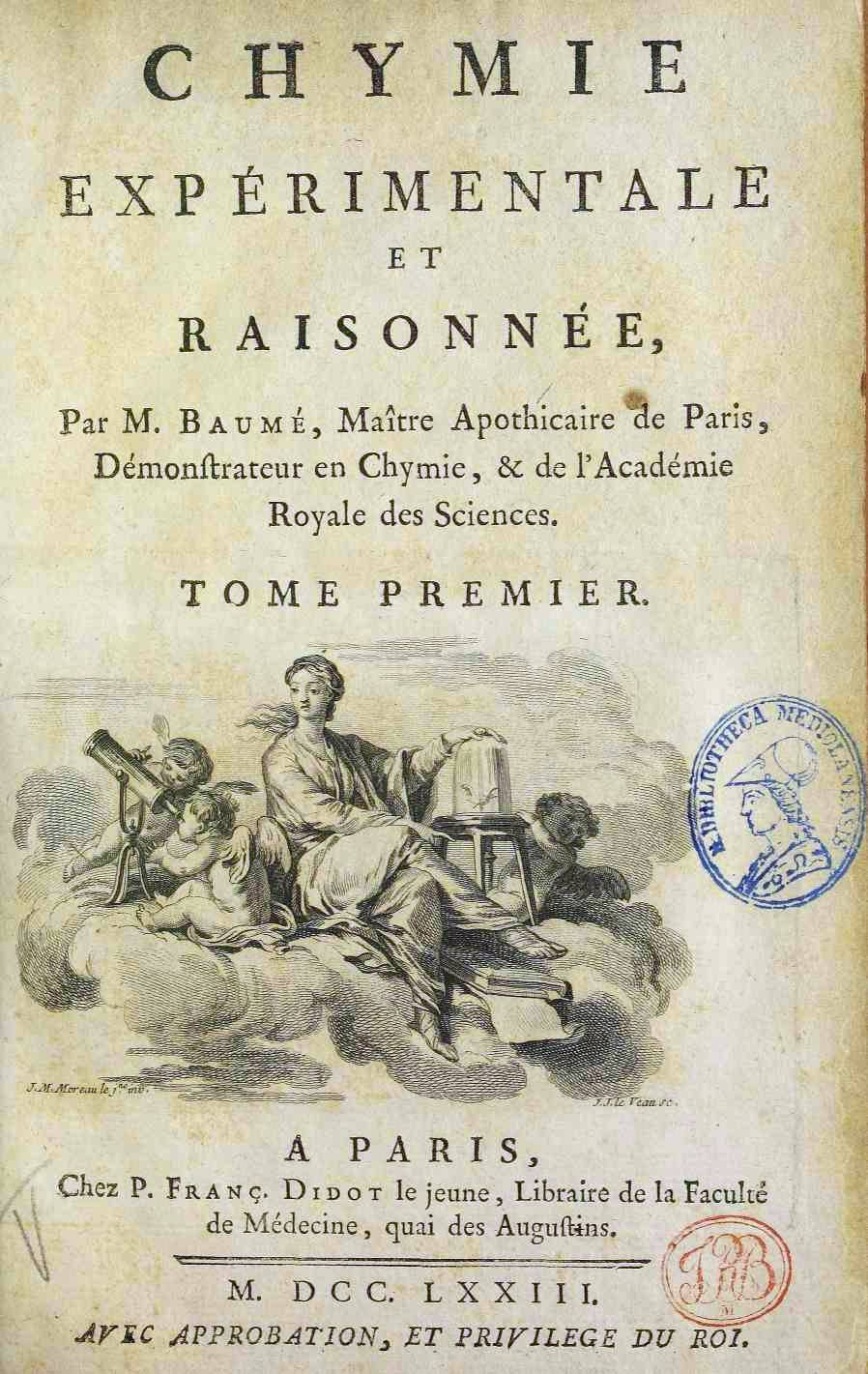
Chymie expérimentale et raisonnée, vol. 1, 1773

## Publicaties
- Éléments de pharmacie théorique et pratique, 1762
- Manuel de chymie ou exposé des opérations de la chymie et de leurs produits, 1763
- Dictionnaire des arts et métiers, 1766